# Бизанти-Фортинели (Казерта)
Бизанти-Фортинели је насеље у Италији у округу Казерта, региону Кампанија.
Према процени из 2011. у насељу је живело 79 становника. Насеље се налази на надморској висини од 466 м.